# The Sketchbook from Auschwitz
Mit dem Buch The Sketchbook from Auschwitz (übersetzt mit Skizzenblock von Auschwitz) wurden 2011 die 32 Skizzen einer unbekannten Person zur Vernichtung der Juden Europas in dem größten nationalsozialistischen Vernichtungslager Auschwitz-Birkenau erstmals vollständig publiziert. Das zweisprachige Werk erschien beim Verlag des Staatlichen Museums Auschwitz-Birkenau (polnisch Państwowe Muzeum Auschwitz-Birkenau, Abk. PMO) und ist nur direkt beim Verlag zu erhalten, seine Titelangaben lauten:
- Agnieszka Sieradzka: The Sketchbook from Auschwitz (engl. Titel) bzw. Szkicownik z Auschwitz (poln. Titel). Verlegt vom Auschwitz-Birkenau State Museum, Oswiecim, 2011, 115 Seiten. ISBN 978-83-7704-031-7.

Als Hauptgegenstand enthält das Buch Kopien der 22 Originalseiten eines Notizblocks mit 32 wahrscheinlich ab 1943 oder später entstandenen Skizzen/Bleistiftzeichnungen einer unbekannten Person. Möglicherweise sind die darin wiederkehrenden ineinander gesetzten Buchstaben M M die Initialen des Malers. Die Bleistiftzeichnungen wirken zum Teil wie aufeinander folgende Fenster einer fortlaufenden Bildgeschichte (Comic), da zumindest ähnliche, wenn nicht dieselben Personen mehrfach gezeigt werden. Auch der Fundort deutet auf eine einheitliche Grundidee des Malenden für die Bildaussage hin. Sonstige textliche Aussagen der zeichnenden Person oder anderer gleichzeitig dort lebenden Personen zu den Bildern sind nicht bekannt geworden.

## Fundgeschichte
Der Museums-Sprecher Jarek Mensfelt schildert die Fundgeschichte der Bleistiftzeichnungen etwa wie folgt: Der Zeichner, mit großer Wahrscheinlichkeit ein Häftling MM, da die Initialen „MM“ auf nahezu allen Skizzen zu finden sind, stopfte die 22 Blätter in eine Flasche und versteckte diese in den Fundamenten einer Baracke in der Nähe der Gaskammern und der Krematorien IV und V. Dort fand sie 1947 der Auschwitzüberlebende Józef Odi, der auf dem Gelände des ehemaligen Vernichtungslagers als Wachmann arbeitete und in Oświęcim lebte sowie dort in den folgenden Jahren auch die Gedenkstätte mit aufbaute.
Das Vergraben von Post in Flaschen an die unbekannte Nachwelt oder auch von Wertgegenständen auf dem Lagergelände ist mehrfach überliefert. Dies gelang auch einigen Angehörigen des so genannten Sonderkommandos – jenen jüdischen Häftlingen, die von der SS dazu gezwungen worden waren, das Verbrennen der Leichname vorzunehmen. Im Unterschied zu den sonstigen Arbeitskommandos wurden diese Häftlinge dauerhaft von den anderen Häftlingen bei den Krematorien getrennt inhaftiert. Den zu dieser Arbeit gezwungen Häftlingen war jederzeit bewusst, dass sie selbst von den SS-Wachmannschaften zur Sicherung der Geheimhaltung des Massenmords ermordet werden konnten. Vor der Verbrennung mussten diese Häftlinge die Leichen nach versteckten Wertgegenständen und Zahngold durchsuchen. Die Krematoriumsöfen wurden bei den Massenmordaktionen zeitweise mit mehreren Leichen auf einmal befüllt. Es ist überliefert, dass in der Nachkriegszeit deshalb Raubgrabungen nach Gold und anderen Wertgegenständen auf dem Gelände stattfanden.
Von einem der bekannten Sonderkommando-Häftlinge, Salmen Gradowski, einem 1909 im polnischen Suwałki geborenen Juden ist dazu folgendes nachlesbar. Seine in der Nähe vom Krematorium III vergrabenen Tagebuchnotizen leitete er mit den Worten ein: „Lieber Entdecker, bitte suche überall, durchforste jeden Zentimeter Boden. Hier sind Dutzende Dokumente vergraben, meine und andere, die ein Licht darauf werfen, was hier passiert ist. Auf dass die Nachwelt Spuren der Millionen von Ermordeten findet“.

## Themen

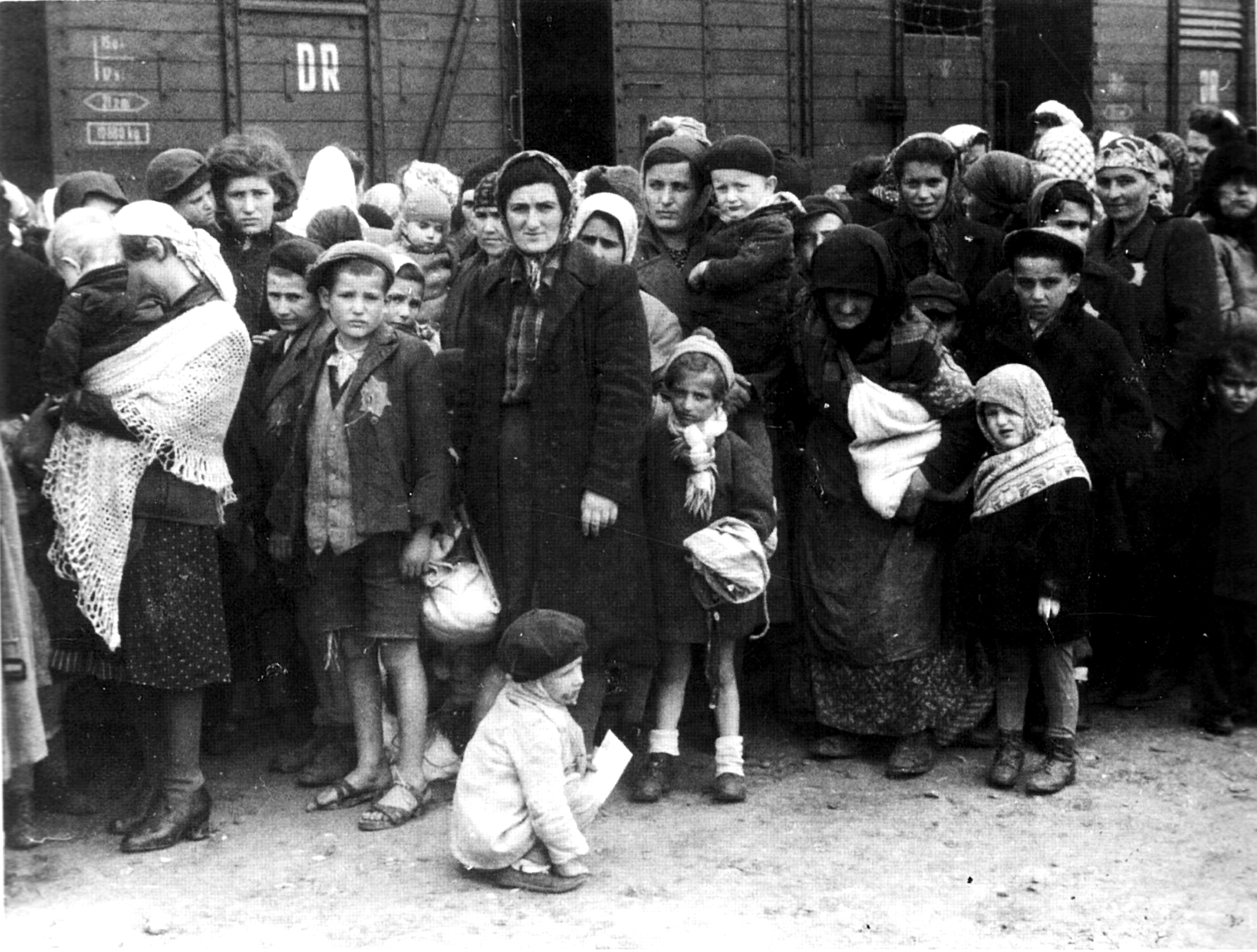
1944: Ankunft von jüdischen Ungarn im KZ Auschwitz-Birkenau

Der unbekannt gebliebene Zeichner bildet die wichtigsten Etappen des Massenmords ab: die Ankunft der Häftlinge, die Selektion auf der Rampe und dem Abtransport in die Gaskammern und die Verbrennung der Leichen. Er malte Nummernschilder der SS-Lkw und Namen einzelner Blöcke (Gebäude). Er verwandte zum Teil große Mühe darauf, den Gesichtsausdruck der dargestellten Menschen herauszuarbeiten.

## Suche nach dem Autor
Wer die Person ist, die hinter den Zeichnungen steckt, konnten die Mitarbeiter des Museums nicht herausfinden. Der Zeichner muss an verschiedene Orte des Vernichtungsprozesses gekommen sein und diese Anwesenheitszeiten zunächst überlebt haben, wenn die Annahme akzeptiert wird, dass es Originalzeichnungen sind, die im Vernichtungslager ihre Vorlagen hatten. Diese Person lebte über einen längeren Zeitraum im Lager und hatte Zugang zu einigen Bereichen des Vernichtungslagers.
Er oder sie bildet die Ankunft der Häftlinge auf der so genannten Alten Judenrampe beim Bahnhof Oświęcim ab, der sich zwischen der Stadt und dem Dorf Brzezinka, auf Deutsch Birkenau, etwa zwei Kilometer vom Vernichtungslager entfernt befand. Außerdem werden Krematorien abgebildet. Um an die Alte Judenrampe zu gelangen, könnte er in einem so genannten Aufräumungskommando gearbeitet haben: einem sorgfältig ausgewählten Kommando von KZ-Häftlingen, welche die Habseligkeiten der auf dem Bahnhof eintreffenden, deportierten Menschen aus ganz Europa sammelten und in ein riesiges Warendepot transportierten. Sie dienten auch der „Beruhigung“ und Aufstellung der Ankömmlinge vor der nun folgenden Selektion. Zudem war der Zeichner, so Mensfelt, mit großer Wahrscheinlichkeit auch im sog. Häftlingskrankenbau beschäftigt – hier könnte er sich auch problemlos Notizblock und Stifte beschafft haben.

## Der Zeitraum der Entstehung
Entstanden sind die bedrückenden Zeichnungen etwa um das Jahr 1943. Darauf deutet eine Skizze der Krematorien IV oder V hin, die ab Frühling 1943 in Gebrauch waren. Eine andere Skizze zeigt einen Häftling, auf dessen Unterarm ein Dreieck nebst Nummer eingebrannt wurde: eine Praxis, die ebenfalls erst ab diesem Zeitpunkt bei neu aufgenommenen Häftlingen üblich war.
Dass die letzte Skizze keine Nummer trägt und die Initialen MM fehlen, wird so interpretiert, dass der Zeichner selbst in Not geraten sein könnte und deshalb die unvollendete Skizze zusammen mit den anderen vergraben hat.